# Sara Lov
Sara Lov (1970) è una cantautrice e chitarrista statunitense.

## Biografia
Da sempre affascinata dal mondo della musica, Sara Lov nasce nelle Hawaii, ma viene cresciuta dalla madre a Los Angeles dopo il divorzio dei suoi genitori.
Nel 1998 la Lov formò il duo dream pop Devics assieme al pianista Dustin O'Halloran.
Nel 2001, il gruppò firmò con la Bella Union, un'etichetta indipendente americana, e si trasferì in Italia. Dopo qualche anno decise di proseguire con una carriera da solista, aiutata dal produttore Zac Rae, per incidere un album.
Per poter completare il lavoro al disco, la Lov ritornò a Los Angeles e fece dei tour con la band Sea Wolf in diversi locali della zona.
Il suo EP di debutto, The Young Eyes EP, è stato pubblicato nel gennaio 2009, e contiene due cover, My Body Is A Cage degli Arcade Fire e Timebomb del cantante Beck.
Nel 2011 pubblica I already love you, album composto da 10 cover che contiene anche La bambola, precedentemente interpretata da Patty Pravo.

## Discografia

### Album
- 2009 - Seasoned Eyes were Beaming (LP, Nettwerk)
- 2011 - I already love you (CD, Splinter/Irma)
- 2015 - Some Kind Of Champion (CD, Splinter/Irma)

### EP
- 2009 - The Young Eyes EP (EP, Nettwerk)